# Louis Mékarski

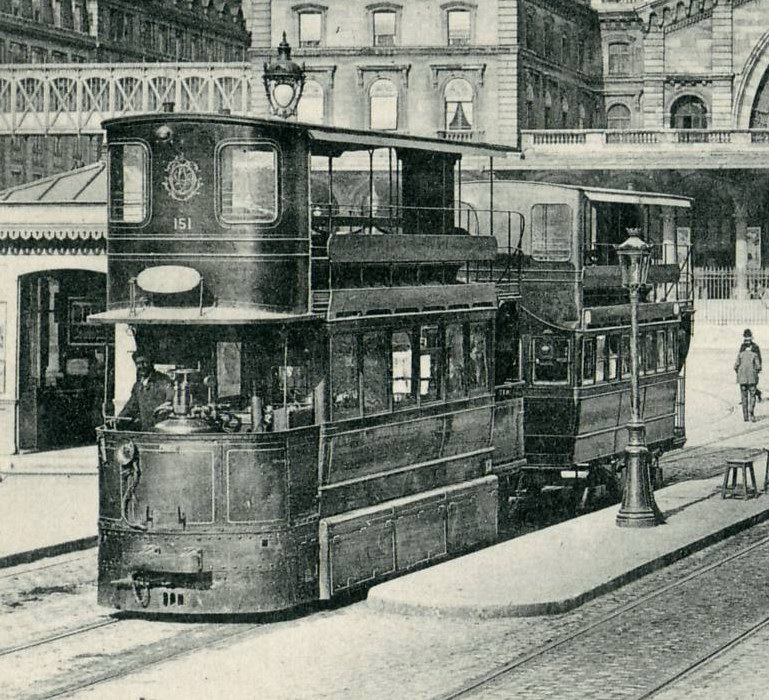
Druckluftstraßenbahn System Mékarski in Paris, um 1900

Louis Mékarski (polnisch Ludwik Mękarski) (* 1843 in Clermont-Ferrand, Frankreich; † 1923) war ein französischer Konstrukteur polnischer Abstammung. Mékarskis Pioniertat besteht in der Konstruktion eines Pressluftantriebs für Schienenfahrzeuge – einer der ersten, wenn nicht der ersten „erfolgreiche[n] praktische Anwendung“ des „System[s] der Aufspeicherung von Kraft durch Comprimirung der Luft in geschlossenen Behältern“.
Im Jahr 1870 konstruierte Ludwik Mékarski einen Druckluftantrieb für Straßenbahnen. Hierfür wurde ihm am 10. Januar 1876 in Österreich-Ungarn ein Patent erteilt. 1876 erhielt Mékarski die Konzession zum Betrieb einer Straßenbahn in Nantes, die 1879 ihren Betrieb aufnahm. Straßenbahnen nach dem Prinzip von Mékarski waren auch in den Städten London (1883), Bern (1890), Vichy (1895), Aix-les-Bains (1896), La Rochelle (1899) und Saint-Quentin (1901) in Betrieb.

## Mékarski-Straßenbahnen in Paris
Die erste nach dem System Mékarski betriebene Straßenbahn in Paris nahm im September 1894 ihren regelmäßigen Betrieb auf. Zunächst wurden die drei Hauptlinien Louvre–Saint-Cloud (10,135 km), Louvre–Sèvres–Versailles (19 km) sowie Cours de Vincennes–Saint Augustin (9,14 km) umgestellt. Hierfür wurden 23 Pressluftlokomotiven angeschafft, welche die maximal auftretende Steigung von 43 ‰ bewältigten und deren Druckluftbehälter mit 80 kg/cm2 gefüllt wurden. Gezogen wurden jeweils drei Personenwagen mit je 51 Sitzplätzen. Für die Druckluftbefüllung wurde in Boulogne-sur-Seine eigens eine Betriebsstation errichtet. Jede Lokomotive kostete 35.000 Fr. und konnte 28 Pferde ersetzen. Man ging davon aus, dass Anschaffungs- (Pressluftlokomotiven vs. Pferde) und Betriebskosten (Kohle für Drucklufterzeugung vs. Futter für Pferde) auf dem bisherigen Niveau liegen würden.
Ab 1900 wurden 8 weitere Linien mit Mékarski-Bahnen befahren, welche meistens pferdebespannte Straßenbahnen ablösten. Noch 1913 waren die Linien – in erweitertem Umfang – technisch im Wesentlichen unverändert in Betrieb.
Dennoch wurden die Mékarski-Straßenbahnen kurz danach endgültig durch elektrische Varianten verdrängt. Der Betrieb der letzten Pariser Mékarski-Fahrzeuge wurde im August 1914 eingestellt.

## Weitere Verbreitung des Mékarski-Systems
Im April 1879 wurde eine Straßenbahn nach dem Mékarski-System in Nantes auf der normalspurigen Strecke Doulon–Chantenay (6,27 km) eingeführt. Die Züge verkehrten je nach Jahreszeit 14–15 Stunden am Tag und fuhren in durchschnittlichen Abständen von 10 Minuten. Die Personenwagen verfügten über 19 Sitzplätze sowie Kapazitäten für weitere 12 Personen auf außen angebrachten Plattformen. Für die rund 12,5 km lange Hin- und Rückfahrt war keine Nachfüllung der Lokomotiven mit Druckluft erforderlich. Die vollständige Befüllung mit Druckluft dauerte 6–8 Minuten. In den ersten 3½ Jahren lief der Verkehr unterbrechungsfrei.
Um 1882 wurde Mékarskis Straßenbahnsystem in London auf der Strecke Kings Cross–Holloway versuchsweise eingeführt. Da keine Drehscheiben errichtet werden konnten, mussten die Fahrzeuge für den Zweirichtungsbetrieb ausgelegt werden.
In Nantes und London kamen auch Triebwagen (Pressluft-Wagen) zum Einsatz.
1880 kam beim Bau des Gotthardtunnels eine Mekarski'sche Luft-Lokomotive zum Einsatz.
Um 1891 existierte eine nach Mékarskis System betriebene 12 km lange Bahn Vincennes–Nogent–Ville-Évrard. Für die 6,55 km lange auf einer Straße verlaufende Teilstrecke kamen Rillenschienen zum Einsatz.

## Zum Gedenken an Mékarski
Heute ist nach ihm in Nantes die Rue Louis Mékarski benannt.

## Bilder

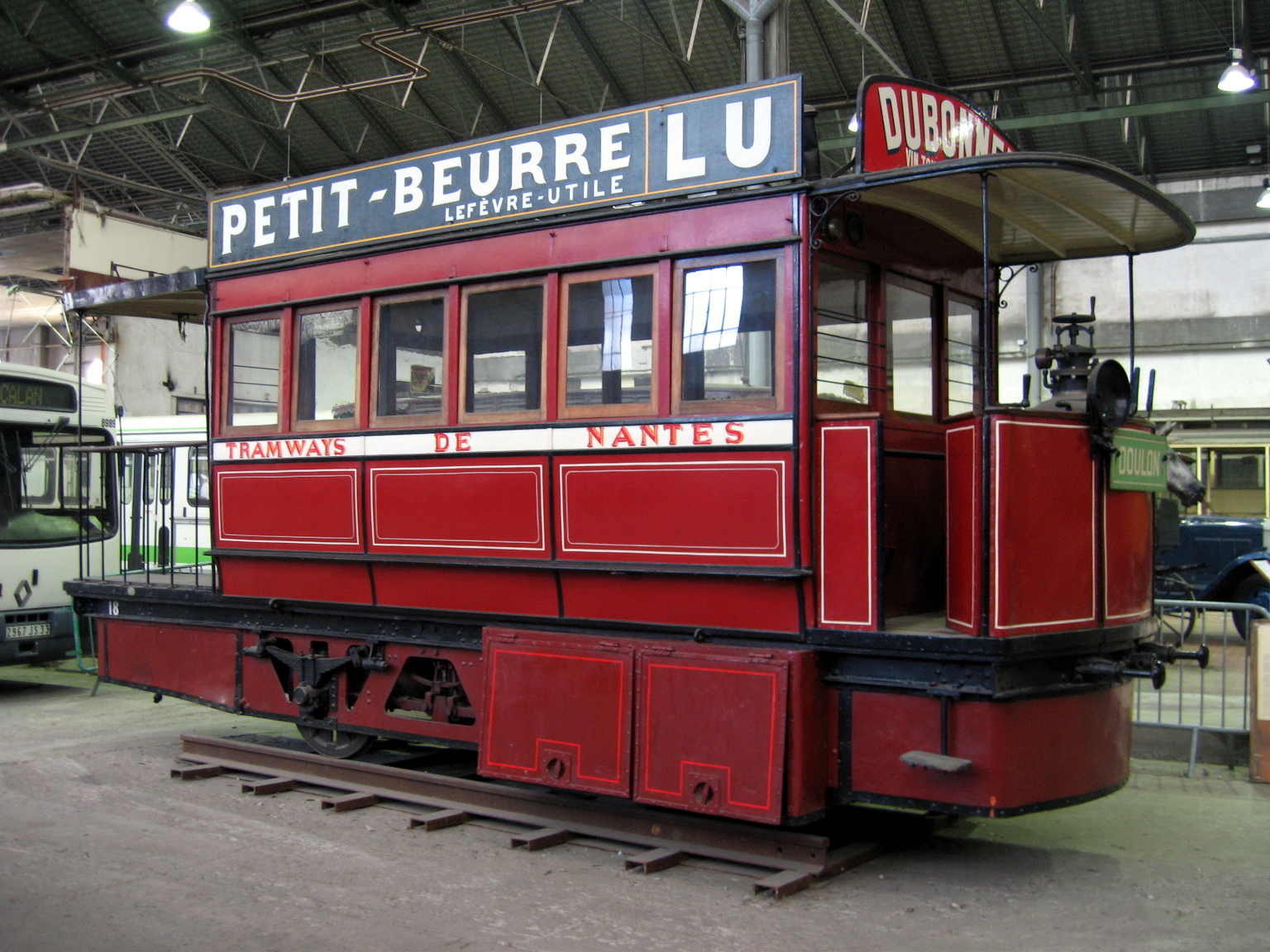
Erhaltene Mékarski-Straßenbahn mit Druckluftantrieb aus Nantes
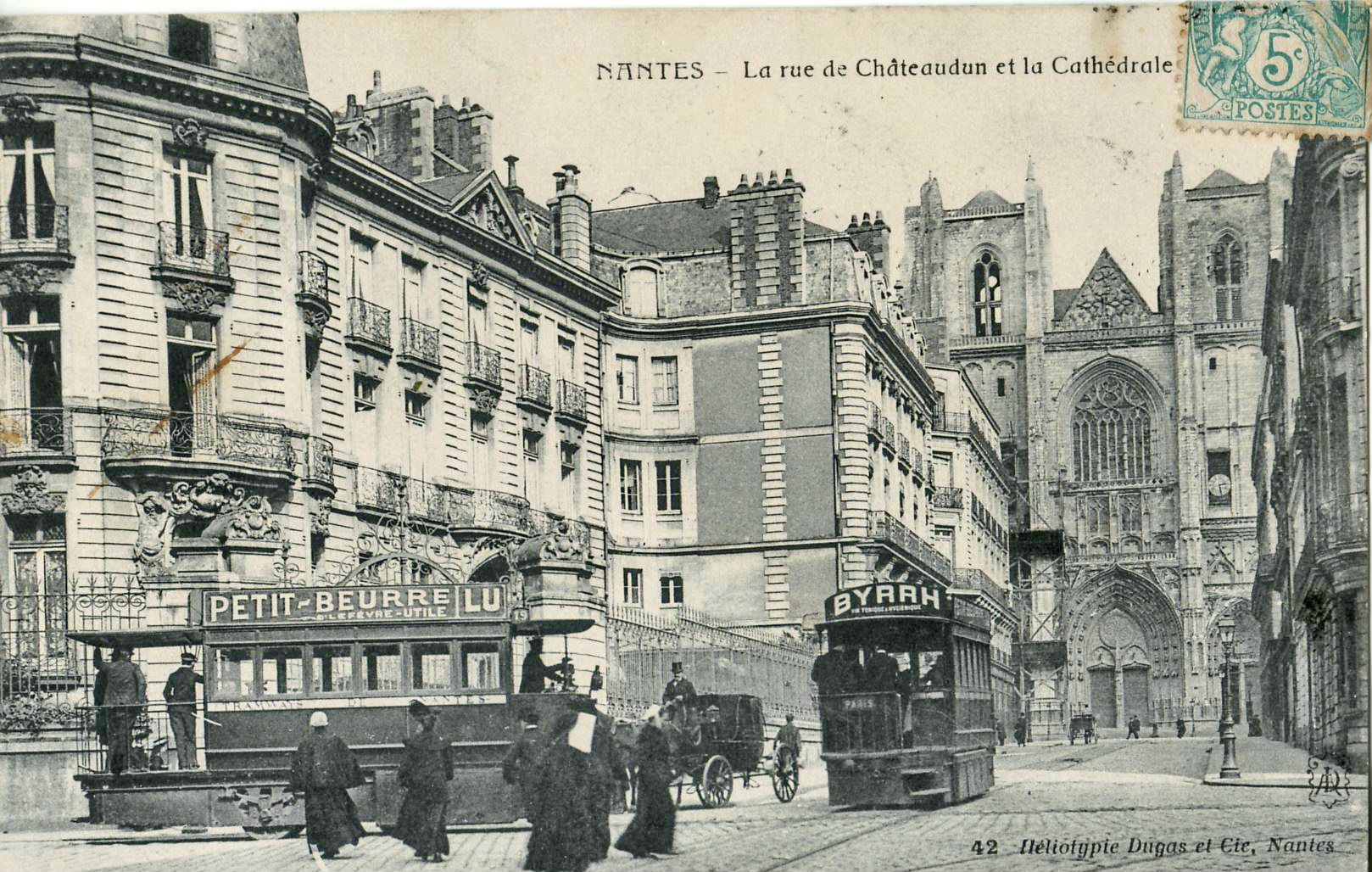
Historische Aufnahme von Mékarski-Straßenbahnen
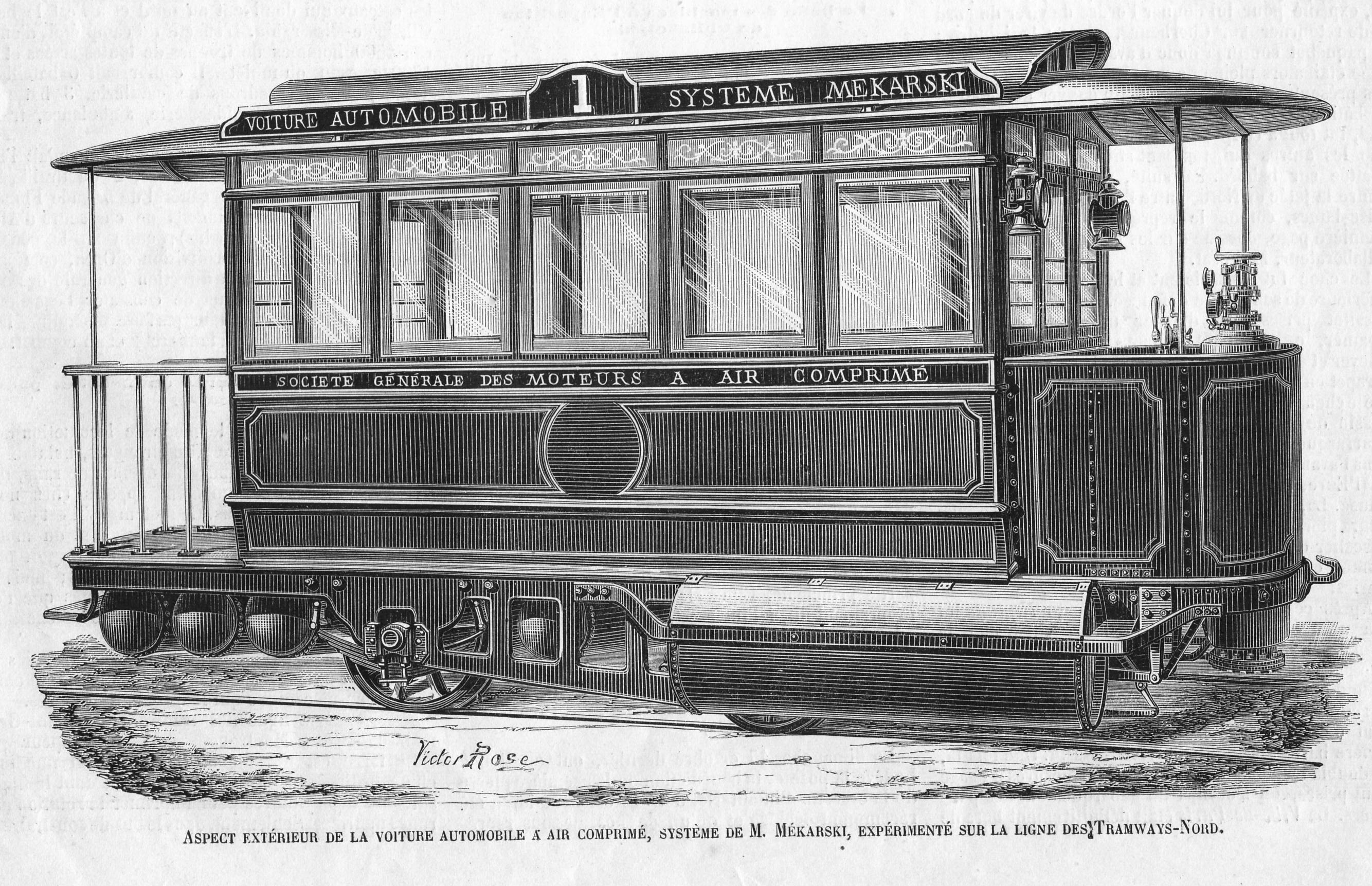
Illustration einer Mékarski-Straßenbahn. Vorne rechts der Windkessel
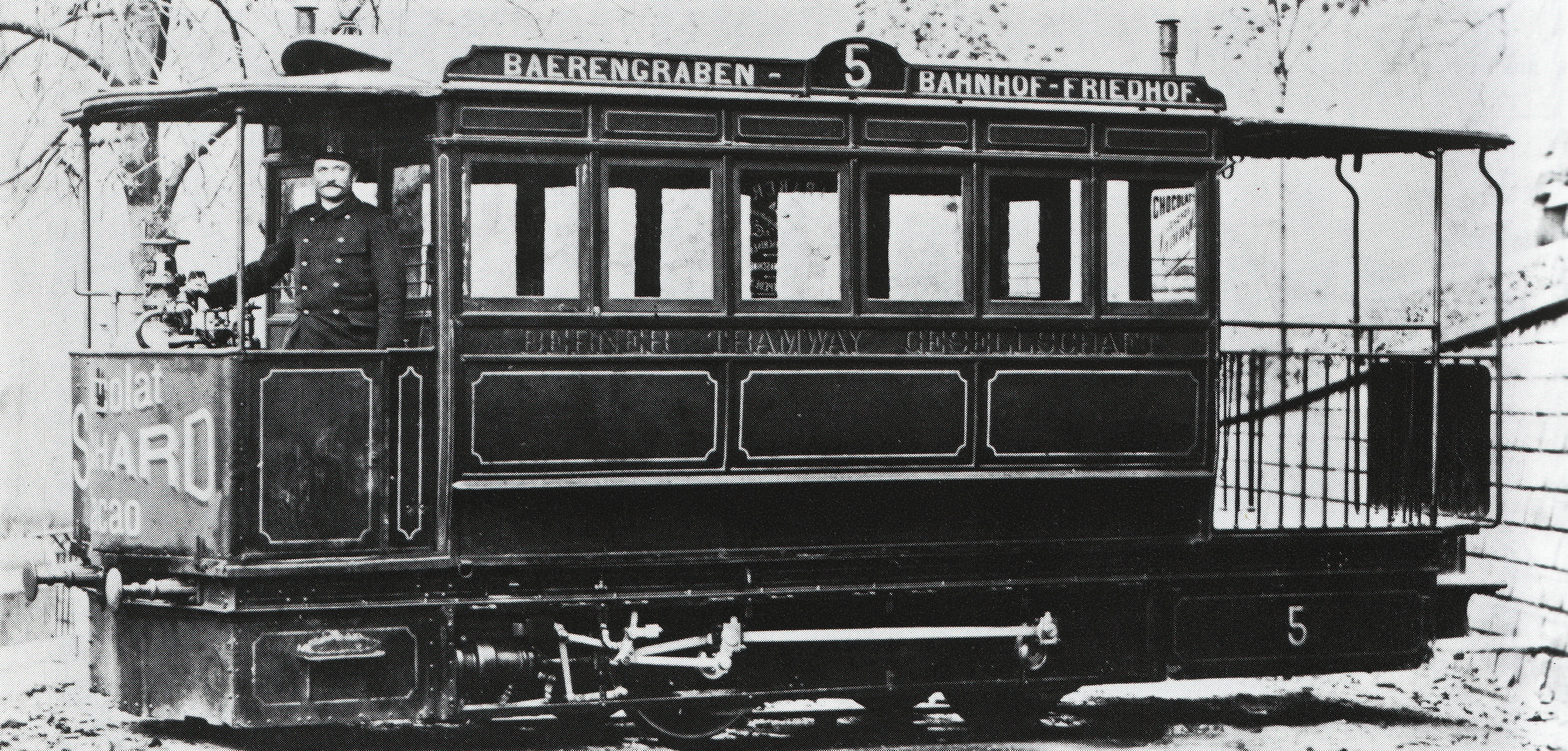
Betrieb einer Mékarski-Straßenbahn in Bern